# Onze-Lieve-Vrouw van de Rozenkranskerk (Wilrijk)

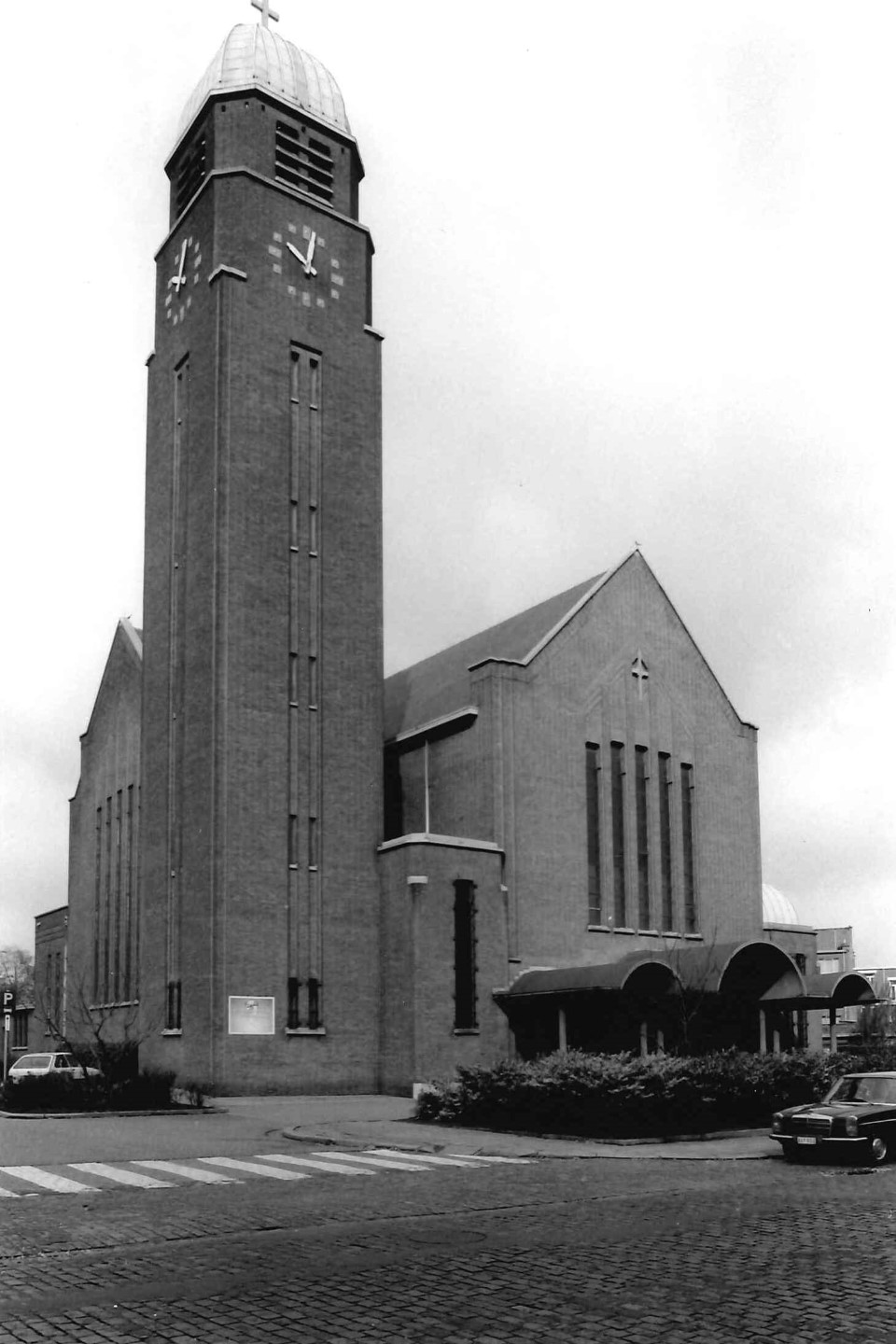
Onze-Lieve-Vrouw van de Rozenkranskerk

De Onze-Lieve-Vrouw van de Rozenkranskerk is een parochiekerk in de tot de gemeente Antwerpen behorende plaats Wilrijk, gelegen aan de Heistraat 319. De kerk is toegewijd aan Onze-Lieve-Vrouw van de Heilige Rozenkrans.

## Geschiedenis
De parochie werd opgericht in 1906 vanwege de snelle bevolkingsgroei, en men kerkte aanvankelijk in een voorlopige kapel, die in 1920 nog vergroot werd. De huidige kerk is van 1931-1935 en werd ontworpen door V. Cols en J. De Roeck. De kerk werd tijdens de Tweede Wereldoorlog beschadigd door V2-projectielen en hersteld om in 1953 weer in gebruik te worden genomen.
In 2019 werd de kerk overgedragen aan de Roemeens-orthodoxe gemeenschap.

## Gebouw
Het betreft een bakstenen kerkgebouw in art-decostijl. De kerk heeft de plattegrond van een Grieks kruis en de toren, op vierkante plattegrond, is naast de voorgevel gebouwd in de oksel van het kruis.
Het meeste kerkmeubilair, zoals kruiswegstaties en hoofdaltaar, is van 1934, terwijl ook in 1953 enkele objecten werden toegevoegd.